# Trongisvágur
Trongisvágur (IPA: [ˈtɹɔnʤɪsˌvɔaːvʊɹ], danska: Trangisvåg) är ett samhälle beläget på den nordöstra sidan av ön Suðuroy, den sydligast belägna av öarna som utgör Färöarna. Lokalt tillhör Trongisvágur Tvøroyris kommun, och hade vid folkräkningen 2015 totalt 506 invånare. Postnumret är FO-826. Trongisvágur har idag mer eller mindre växt ihop med Tvøroyri. Samhället började byggas under 1830-talet och är därmed äldre än huvudorten Tvøroyri.
Trongisvágur har en idrottshall som byggdes under 1980-talet. Förutom skola finns i byn även servering, företagslokaler, fritidshem, förskola och en campingplats. Krambatangi har sedan 2005 varit färjehamn för färjan Smyril. Hamnen invigdes samma år som den nya färjan levererades från varvet i Spanien. 

## Geografi
Trongisvágur ligger på Suðuroys östkust i en dal som löper ut mot havet via Trongisvágsfjørður. Floden Storá mynnar ut i fjorden i utkanten av själva bebyggelsen. Dalen där Trongisvágur ligger går rakt igenom ön, och det är också genom denna dal en tunnel går i nordlig riktning upp mot Hvalba. Tunneln färdigställdes 1963 och var den första på Färöarna. Tunneln är svagt belyst och har endast ett körfält och har istället flera mötesplatser. På bergen ovanför Trongisvágur ligger dalen Ragnabotnur där man har god utsikt över Trongisvágur och Tvøroyri.

## Befolkningsutveckling
| Befolkningsutvecklingen i Trongisvágur 1985–2015 | Befolkningsutvecklingen i Trongisvágur 1985–2015 | Befolkningsutvecklingen i Trongisvágur 1985–2015 | Befolkningsutvecklingen i Trongisvágur 1985–2015 | Befolkningsutvecklingen i Trongisvágur 1985–2015 |
| ------------------------------------------------ | ------------------------------------------------ | ------------------------------------------------ | ------------------------------------------------ | ------------------------------------------------ |
|                                                  |                                                  |                                                  |                                                  |                                                  |
| År                                               |                                                  |                                                  | Folkmängd                                        |                                                  |
| 1985                                             | 1985                                             |                                                  | 396                                              |                                                  |
| 1990                                             | 1990                                             |                                                  | 395                                              |                                                  |
| 1995                                             | 1995                                             |                                                  | 380                                              |                                                  |
| 2000                                             | 2000                                             |                                                  | 399                                              |                                                  |
| 2005                                             | 2005                                             |                                                  | 420                                              |                                                  |
| 2010                                             | 2010                                             |                                                  | 531                                              |                                                  |
| 2015                                             | 2015                                             |                                                  | 506                                              |                                                  |
|                                                  |                                                  |                                                  |                                                  |                                                  |